# Medina
Medina (en árabe: مدينة‎ madīna) es una ciudad en Arabia Saudita, y una de las más importantes de la península de Arabia. Aunque se la suele nombrar Medina simplemente, para diferenciarla se usan las denominaciones المدينة المنورة (Al-Madīna al-Munawwara, 'la Ciudad Luminosa'), مدينة النبي (Madīnat an-Nabī, 'la Ciudad del Profeta') o مدينة رسول الله (Madīnat Rasūl Allāh, 'la Ciudad del Enviado de Dios'). Antes de la aparición del islam se la conocía como يثرب (Yazrib, transcrito también como Yathrib o Yatrib). La entrada a la ciudad está totalmente prohibida a personas no musulmanas, como también lo está La Meca. Al conjunto formado por esta última ciudad y Medina se le llama en árabe Al-Haramayn Ash-Sharifayn, es decir, "Los Dos Santos Lugares".

## Historia
Antes del nacimiento del islam existía en Medina, además de árabes politeístas, una comunidad judía compuesta por tres tribus, la de los Banu Qainuqa, la de los Banu Nadir y la de los Banu Qurayza. En el año 622, es decir, doce años después de iniciada su predicación, Mahoma y la incipiente comunidad musulmana de La Meca deciden emigrar a la vecina ciudad de Yazrib para huir de la persecución de que eran objeto. Dicho año, llamado de la Hégira (en árabe, hiŷra, "migración"), marca el inicio del calendario musulmán. Mahoma y sus correligionarios habían sido invitados a trasladarse a Yazrib para que actuaran de árbitros en las frecuentes disputas entre las dos tribus de la ciudad, los 'Aws y los Jazraŷ. La mayoría de los habitantes de la ciudad aceptaron a Mahoma como jefe. En las inmediaciones de la ciudad se construyó la primera mezquita, llamada mezquita de Quba, y ya en la ciudad la casa de Mahoma fue el primer gran lugar de oración y encuentro entre musulmanes. Su estructura, con un edificio precedido de un gran patio, sirvió en lo sucesivo como modelo para la construcción de las mezquitas.
Los habitantes musulmanes de Yazrib sostuvieron numerosas escaramuzas y batallas contra los politeístas de La Meca, la última de las cuales dio lugar a un armisticio que permitió a Mahoma peregrinar a su ciudad natal en marzo del 629, visita que propició la conversión al islam de importantes personajes mequíes. Un mes después, los musulmanes de Medina decidieron marchar sobre La Meca. El caudillo Abu Sufyán, enviado a detenerles, se convirtió al islam y la ciudad no tuvo más remedio que capitular. La Meca se convirtió así en centro espiritual del islam, aunque el centro de poder siguió estando en Yazrib o Medina hasta el advenimiento de la dinastía omeya, que trasladó la capital a Damasco. En Medina murió Mahoma en junio del 632. Fue enterrado en el patio de su casa, que luego se convirtió en la Mezquita del Profeta o Mezquita Masjid al-Nabawi, la segunda en importancia después de la de La Meca, hacia la que se inclinan los musulmanes al rezar.

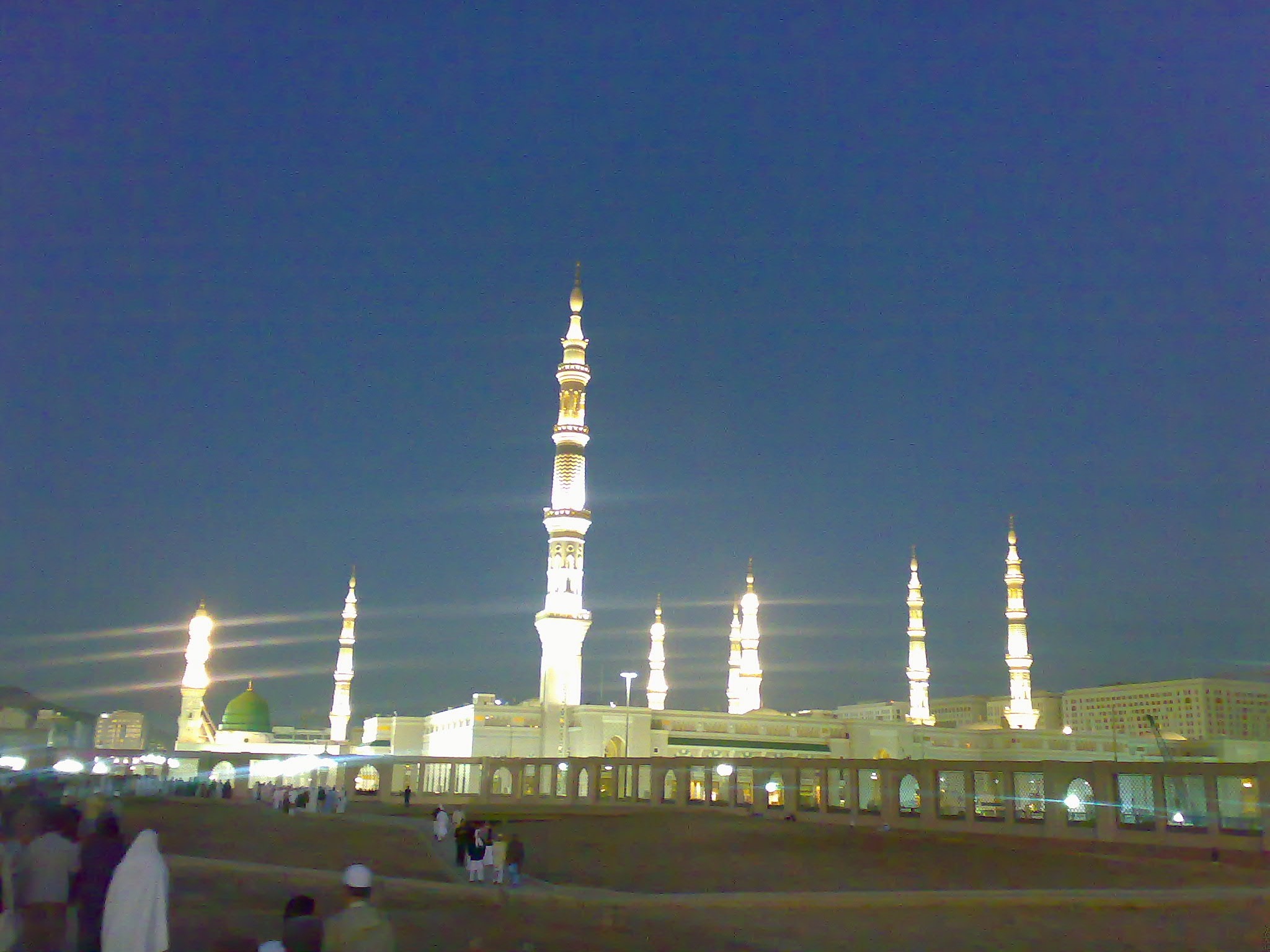
Masjid al-Nabawi, la mezquita del Profeta Mahoma.

## Clima
El clima en Medina es desértico, con veranos muy calurosos que llegan a 45 °C e inviernos frescos; las primaveras y los otoños son cálidos, las precipitaciones son muy bajas, menos de 60 mm, que caen entre noviembre y mayo.
| Parámetros climáticos promedio de Medina, Arabia Saudita | Parámetros climáticos promedio de Medina, Arabia Saudita | Parámetros climáticos promedio de Medina, Arabia Saudita | Parámetros climáticos promedio de Medina, Arabia Saudita | Parámetros climáticos promedio de Medina, Arabia Saudita | Parámetros climáticos promedio de Medina, Arabia Saudita | Parámetros climáticos promedio de Medina, Arabia Saudita | Parámetros climáticos promedio de Medina, Arabia Saudita | Parámetros climáticos promedio de Medina, Arabia Saudita | Parámetros climáticos promedio de Medina, Arabia Saudita | Parámetros climáticos promedio de Medina, Arabia Saudita | Parámetros climáticos promedio de Medina, Arabia Saudita | Parámetros climáticos promedio de Medina, Arabia Saudita | Parámetros climáticos promedio de Medina, Arabia Saudita |
| Mes                                                      | Ene.                                                     | Feb.                                                     | Mar.                                                     | Abr.                                                     | May.                                                     | Jun.                                                     | Jul.                                                     | Ago.                                                     | Sep.                                                     | Oct.                                                     | Nov.                                                     | Dic.                                                     | Anual                                                    |
| -------------------------------------------------------- | -------------------------------------------------------- | -------------------------------------------------------- | -------------------------------------------------------- | -------------------------------------------------------- | -------------------------------------------------------- | -------------------------------------------------------- | -------------------------------------------------------- | -------------------------------------------------------- | -------------------------------------------------------- | -------------------------------------------------------- | -------------------------------------------------------- | -------------------------------------------------------- | -------------------------------------------------------- |
| Temp. máx. abs. (°C)                                     | 32.0                                                     | 35.5                                                     | 40.0                                                     | 41.4                                                     | 46.0                                                     | 47.0                                                     | 47.5                                                     | 46.5                                                     | 46.4                                                     | 41.5                                                     | 36.0                                                     | 32.2                                                     | 47.5                                                     |
| Temp. máx. media (°C)                                    | 23.6                                                     | 26.1                                                     | 30.2                                                     | 33.9                                                     | 38.9                                                     | 41.7                                                     | 39.3                                                     | 42.2                                                     | 41.0                                                     | 36.4                                                     | 29.7                                                     | 25.0                                                     | 34                                                       |
| Temp. media (°C)                                         | 17.7                                                     | 19.9                                                     | 23.8                                                     | 27.6                                                     | 32.2                                                     | 35.8                                                     | 36.0                                                     | 35.9                                                     | 34.4                                                     | 29.4                                                     | 23.4                                                     | 19.0                                                     | 27.9                                                     |
| Temp. mín. media (°C)                                    | 10.6                                                     | 11.3                                                     | 15.4                                                     | 19.8                                                     | 23.9                                                     | 26.5                                                     | 26.4                                                     | 27.7                                                     | 25.1                                                     | 20.9                                                     | 15.2                                                     | 11.9                                                     | 19.6                                                     |
| Temp. mín. abs. (°C)                                     | 1.0                                                      | 5.0                                                      | 7.0                                                      | 11.5                                                     | 14.0                                                     | 21.7                                                     | 22.0                                                     | 23.0                                                     | 18.2                                                     | 11.6                                                     | 9.0                                                      | 3.0                                                      | 1.0                                                      |
| Precipitación total (mm)                                 | 8.0                                                      | 1.2                                                      | 8.3                                                      | 11.9                                                     | 4.6                                                      | 0.4                                                      | 0.2                                                      | 0.3                                                      | 0.1                                                      | 1.1                                                      | 9.2                                                      | 3.8                                                      | 49.1                                                     |
| Días de lluvias (≥ 1 mm)                                 | 0.9                                                      | 0.6                                                      | 1.2                                                      | 2.5                                                      | 1.1                                                      | 0.2                                                      | 0.1                                                      | 0.4                                                      | 0.1                                                      | 0.6                                                      | 2.1                                                      | 1.1                                                      | 10.9                                                     |
| Horas de sol                                             | 175                                                      | 181                                                      | 230                                                      | 270                                                      | 290                                                      | 300                                                      | 350                                                      | 346                                                      | 288                                                      | 244                                                      | 225                                                      | 200                                                      | 3099                                                     |
| Fuente: NOAA (1961–1990)                                 |                                                          |                                                          |                                                          |                                                          |                                                          |                                                          |                                                          |                                                          |                                                          |                                                          |                                                          |                                                          |                                                          |